# Le Chabrut
Le Chabrut ou mont Chabrut est un sommet des monts du Cézallier culminant à 1 297 mètres d'altitude.  

## Géographie

### Situation
Le Chabrut se trouve dans le Sud du département du Puy-de-Dôme, dans la commune de Saint-Alyre-ès-Montagne, entre les hameaux de Boutaresse et de Jassy. Il est accessible via la D721 ou D724. 

### Panorama
Le sommet permet d'avoir un panorama à 360° sur le massif du Sancy au nord-ouest, le puy de Dôme au nord ainsi que les monts du Cantal et le signal du Luguet au sud.

### Hydrographie
La Couze d'Ardes parcourt le piémont septentrional du sommet.

## Religion
Une de ses crêtes est couronnée d'une croix et l'autre d'une Vierge dite Notre-Dame de l’Écir, orientée en direction du bourg et de l'église de Saint-Alyre-ès-Montagne. 